# Цытович, Владимир Иванович
Влади́мир Ива́нович Цыто́вич (6 августа 1931, Ленинград — 5 октября 2012, Санкт-Петербург) — советский-российский композитор, пианист и музыковед, заслуженный деятель искусств РСФСР, член Ленинградского отделения Союза композиторов СССР (с 1957 года), кандидат искусствоведения, профессор Санкт-Петербургской консерватории. Заслуженный деятель искусств РСФСР (1990).

## Биография
Семья Владимира Цытовича — выходцы из Белоруссии. Оба деда были православными священниками, музыкальное образование среди всех родственников имели только мать, Лидия Владимировна Бутомо и её сестра. Обе они закончили Гомельское музыкальное училище, мать была вокалисткой (лирико-драматическое сопрано), однако также весьма неплохо играла на фортепиано. Отец, Иван Александрович Цытович по профессии — инженер-строитель, его брат Николай Цытович, известный учёный, автор классического учебника по механике мёрзлых грунтов:4.
Начало музыкального образования Владимира Цытовича было отнюдь не простым и гладким. Музыкой он начал заниматься достаточно поздно (с семи-восьми лет и только дома), однако уже за первый год домашних занятий у Михаила Дулова, известного ленинградского музыкального педагога, прошёл четырёхлетнюю программу обучения, и на второй год играл фортепианные пьесы Шумана. Впрочем, очень скоро в музыкальных занятиях пришлось сделать вынужденный перерыв. Сначала, незадолго до войны Владимир заболел бронхоаденитом (детский туберкулёз), а затем вся семья оказалась в эвакуации — в Казани, где практически не было возможностей для занятий на фортепиано. Музыкальные занятия возобновились только в 1945 году, после возвращения семьи в Ленинград:4—5.
Первые робкие попытки сочинения музыки относятся к 1940 году, однако записывать свои сочинения Владимир Цытович начал только в 1945 году, когда поступил в детский музыкальный кружок при Дворце Пионеров и Школьников. Благодаря брату (Александру), который занимался на скрипке, Цытович хорошо узнал этот инструмент и сочинил «Маленький концерт» для скрипки и фортепиано (1947), который братья играли вместе:8.
Получив в 1947 году диплом ДПШ об окончании курса музыкальной школы, Цытович сдал вступительные экзамены в Музыкальное училище имени Римского-Корсакова (при Консерватории). Приёмная комиссия, отметив одарённость абитуриента, определила его в седьмой класс школы-семилетки, который он заканчивал одновременно с десятым классом общеобразовательной школы. Этот год принёс будущему композитору массу ярких музыкальных впечатлений и событий, в числе которых было исполнение им Первого фортепианного концерта Бетховена с оркестром школы. На следующий год В. Цытович был принят в училище на два отделения: фортепианное (в класс Г. И. Ганкиной) и композиторское (в класс известного педагога, Сергея Вольфензона, ортодоксального традиционалиста и приверженца школы Римского-Корсакова):9. К этому времени в «портфеле» юного композитора было несколько различных пьес для фортепиано, а также Маленькое концертино для скрипки и фортепиано, показавшее осведомлённость автора в скрипичной технике. Обучение у С. Я. Вольфензона дало юному композитору крепкие навыки, твердое владение техникой сочинения. За время обучения в училище В. Цытовичем был написан ряд произведений. Среди них Сюита для двух фортепиано, Тема с вариациями для фортепиано, Сюита для струнного квартета. И тем не менее, несмотря на очевидные успехи, одобрение коллег и педагогов, Цытовича преследовал комплекс, что он «ничего не успевает» и всё получается «не лучшим образом»:9. Едва ли не бо́льшую часть своих сочинений студент уничтожал вскоре после написания — вне зависимости от похвалы учителя и считал, что он слишком ещё далёк от «необходимого уровня», впрочем, и до конца жизни эта самооценка сохранилась. Даже говоря о своих успехах, Цытович подчёркивал, что не считает себя «выдающимся композитором», а потому так много внимания уделяет упорству и технике профессии:13. Словно в подтверждение его опасений, на вступительных экзаменах в консерваторию ему поставили оценку «четыре с минусом» и вместо класса Ореста Евлахова распределили к Борису Арапову:9—10.
Училище В. Цытович окончил с отличием, поэтому в Консерваторию поступил, сдав только один экзамен — специальность (композиция). По фортепиано учился сначала на общем курсе, однако, не оставляя своих занятий на кафедре специального фортепиано, сдал экзамен и начал осваивать также орган в классе Исайи Браудо. Однако больших успехов в этом предмете не достиг. По его собственному признанию, ему не удалось преодолеть «исполнительскую несостоятельность органа» и освоить всю сложность и инертность этого инструмента. Тем не менее, впоследствии композитор написал несколько пьес для органа, среди которых наиболее известны «Дифирамб», Прелюдия и Хорал:11.
Во время обучения в Ленинградской консерватории Владимир Цытович, по его собственным словам, находился под сильным влиянием музыки Шостаковича, что хорошо заметно по его сочинениям того периода:10. Однако к тому времени эти стилевые тенденции в академической музыке постепенно набирали силу и уже не были «гонимыми» за формализм и «сумбур вместо музыки», как это было в сталинские времена. По классу композиции в Консерватории В. Цытович обучался у Б. А. Арапова (ученик В. В. Щербачева). На втором и третьем курсах в связи с отъездом Б. А. Арапова в Китай композицию у В. Цытовича вёл его ученик Ю. А. Балкашин. По словам Цытовича, Арапов ни во что особенно не вмешивался, а Балкашин многому его научил, особенно в том, что касалось инструментовки:11. Первые крупные опыты студента получили одобрение как у профессуры, так и у ректора консерватории Павла Серебрякова, и уже на пятом курсе Владимир Цытович был принят в Ленинградский Союз композиторов, что было достаточно необычным явлением для этого времени:10. Причём, дело не обошлось без курьёза, поскольку сам студент поначалу даже и не подозревал, что его собираются принимать в члены профессионального союза. Осенью 1957 года его просто пригласили в Дом композитора на заседание одной из секций. К тому времени у студента уже были записи двух его сочинений («Конька-Горбунка» и «Симфониетты»), сделанных на радио для сдачи выпускного госэкзамена в консерватории. Ничего особенного не подозревая, Цытович пришёл на заседание с певицей Л.Грудиной, которая спела его романсы на стихи Блока под фортепианный аккомпанемент автора.

После прослушивания меня попросили выйти на время совещания. Когда пригласили обратно, то сообщили, что я принят в Союз композиторов. Уже после этого я написал заявление о приёме. В. М. Богданов-Березовский <…> даже ворчал, что приём в союз без заявления похож на рекрутский набор:14. 
В 1958 году, сразу по окончании Консерватории Владимир Цытович продолжил обучение в аспирантуре по классу композиции (там же, у Бориса Арапова) и фортепиано (у Исайи Браудо), а затем остался преподавать в alma mater, как оказалось, на всю жизнь.
В 1973 году Цытович с успехом защитил музыковедческую кандидатскую диссертацию на тему «Специфика тембрового мышления Б.Бартока». Однако музыковедческая карьера Владимира Цытовича сложилась далеко не так успешно, как композиторская и педагогическая. Прежде всего, по причине слишком высокой конкуренции в этой сфере, а также вследствие скромности его характера. Сам профессор вспоминал об этом с улыбкой, хотя и не без некоторого сожаления. Так, в середине 1970-х годов, написав теоретический труд о «фактурном тембре» и влиянии тембровой специфики инструментов на качество инструментальной фактуры, Цытович неожиданно наткнулся на сопротивление среды не только коллег, но и издателей:

У меня была почти готова вся книжка, но я понял, что её нигде не издадут. В Москве мне сказали, что на издание монографий существует большая очередь из музыковедов, а я, несмотря на свою степень кандидата искусствоведения, по их мнению, музыковедом не являюсь. Это отбило у меня охоту заниматься исследовательскими штудиями:8.
Тем не менее, Владимир Цытович стал автором восьми научных статей по вопросам тембра и оркестрового мышления, несколько раз осуществлял научную редактуру различных сборников и хрестоматий, под его научным руководством было защищено несколько кандидатских диссертаций.

## Педагогическая деятельность
В течение всей жизни (с 1961 года) Владимир Цытович преподавал в Ленинградской консерватории инструментовку, чтение партитур и композицию. С 1981 года — профессор Консерватории (до 1989 года — и. о. профессора), заведующий кафедрой инструментовки (1972—1985 гг.) На кафедре композиции долгие годы он считался «специалистом по особо сложным случаям», как психологическим, так и творческим, благодаря ему многие конфликты, так или иначе, находили своё решение:17 Отличаясь необычно терпеливым и вдумчивым («либеральным») отношением к самым свободным творческим экспериментам, не раз он брал к себе в класс и даже под личную защиту студентов, от которых отказывались все профессора и которым, так или иначе, грозило исключение из консерватории. Бывали такие случаи, когда другие педагоги прямо обращались к Владимиру Цытовичу с просьбой «забрать» к себе «сложного» студента, но иногда он и сам, по собственной инициативе вмешивался в непростые ситуации, чем предотвращал не только разрастание конфликтов, но и, возможно, полный уход студента из профессиональной среды:18—19.
Среди учеников В. И. Цытовича по курсу чтения партитур и инструментовки такие известные российские дирижёры как Ю. Х. Темирканов, В. А. Гергиев, В. А. Альтшуллер, А. Р. Паулавичус и Р.Абдуллаев. А среди наиболее заметных студентов по классу композиции: П.Геккер, А. А. Королёв, В. Н. Гурков, Н. Н. Карш, В. В. Кошелев, В. Г. Соловьёв, А. П. Смелков и Юрий Ханон. Последнего Владимир Цытович выделяет особо, как, пожалуй, очень сложного своего студента из числа композиторов, который решительно «не принимал никаких установлений, принципов и правил» обучения:18-19. Тем не менее, благодаря тонкому участию своего профессора Юрий Ханон смог в 1988 году закончить Консерваторию. Также среди весьма «неудобных» учеников Владимир Цытович вспоминает Алексея Подобеда и не без гордости отмечает, что и в этом случае ему удалось «кое-чего» достигнуть средствами своей «фирменной» дипломатии:19. В числе своих лучших учеников профессор Цытович называет Анатолия Королёва и Алексея Красавина:19-20.
При этом нельзя не заметить, что в педагогической деятельности Владимира Цытовича едва ли не в полной мере проявились особые черты его личности: деликатный, тонко чувствующий студента, не склонный вмешиваться в чужую внутреннюю жизнь, он был идеально создан для мягкого, почти незаметного руководства «исподволь». Вместе с тем, в его повседневной практике профессора композиции было очень мало рационального, но гораздо больше от художника и музыканта, импровизатора или интуитивного творца ситуаций. Можно сказать, что в силу определённых черт характера, вполне будничная педагогика выступала для него в роли отдельного творчества со своими загадками, иногда неразрешимыми даже для него самого.

Учить композиции ужасно сложно. В педагогике должен соблюдаться принцип индивидуального подхода. У меня это как будто более или менее выходит. Как это выходит, непонятно:18. — Владимир Цытович о своём педагогическом методе
Он никогда не ругал и не осуждал студентов и как будто даже не вмешивался в их внутреннюю творческую лабораторию. Мягко и тактично указывая на недостатки в работе, всегда подтверждал своё мнение уместными примерами из произведений своих любимых композиторов — Стравинского, Шостаковича, Бартока, Прокофьева. Готовность внимательно выслушать мнение студента, возможность диалога, обсуждения и конструктивного спора, чуткость и внимательность — вот качества, не раз приносившие Владимиру Ивановичу успех в педагогической работе на протяжении десятилетий. За время преподавания в консерватории Владимир Цытович выпустил из своего класса более тридцати композиторов, большинство из которых приняты в Союз.

## Черты личности
В течение всей жизни Владимира Цытовича выделяла из ряда многих его коллег необычайная, даже, может быть, излишняя скромность, он никогда не выставлял себя в первые ряды, старался не привлекать к себе лишнего внимания, буквально не терпел панегириков и вообще хвалебных слов в свой адрес. Обязательность, точность и последовательность в своих словах и делах, — вот отличительные черты Цытовича: педагога и композитора. Немногословный и внешне очень тихий человек, он был не навязчив, но принципиален прежде всего в вопросах искусства, причём, без особых различий: своего или чужого. При этом на первом месте всегда стояла требовательность к себе и своему творчеству.
Этот внутренний «стержень» и огромная сила воли позволяли композитору максимально точно воплощать свой творческий замысел. Поэтому для его творческого метода характерны многократные редакции сочинения, долгое «вынашивание» и оттачивание замысла, «шлифовка» уже написанного произведения. Случалось, что композитор практически полностью переписывал готовый опус, изымал его из списка сочинения или даже уничтожал.

…Я отношусь к себе в высшей степени строго. <…> Я не считаю себя очень ярким композитором, если иногда у меня и выходило что-то хорошее, то это из-за моего «ослиного упрямства». Только благодаря этому я могу что-то сделать. — Владимир Цытович (о себе)

## Сочинения
Творческий метод Владимира Цытовича опирается на две основные составляющие: это спокойный, твёрдый профессионализм и опора на классические традиции. Не случайно даже в названиях его произведений так часто встречается слово «классицизм». С его точки зрения, безудержный постмодернизм, в который ударились многие студенты — губителен, если лишён прочной классической основы. Шагал, Кандинский, Пикассо, Дали великолепно владели рисунком, что не помешало им прославиться в качестве авангардистов. Музыкальным же рисунком современные композиторы порой владеют — крайне слабо, увлекаясь формальным конструированием или новаторскими приёмами. На взгляд Цытовича, привлекательнее и плодотворнее всего — слияние двух разнородных начал: классической формы и современного языка:3. Именно по этому признаку и возможно в целом отнести музыку Владимира Цытовича к продолжению неоклассицизма 1920-х годов, открытого ещё «Сократом» Эрика Сати.
Владимир Цытович — художник парадоксальный и неоднозначный. В статье, посвящённой его творчеству, А.Епишин, говоря о творческом облике композитора, отмечает свойственные его мышлению интеллектуализм и игровое начало: «…Основная тема творчества В. Цытовича — Homo Ludens, Человек играющий. Композитор вовлекает слушателей в причудливые игры художественного интеллекта с высокими композиторскими технологиями … исходящими из могущества возможностей чисто человеческого разума».
Стиль В. Цытовича сочетает в себе два едва ли не противоположных начала: с одной стороны, интеллектуализм, рационализм, проявляющиеся в стремлении подчинить свободное развертывание формы строгой конструктивной идее, организующей музыкальный поток в органичную и выверенную систему. Другой полюс — это игровая стихия, юмор, сфера неподконтрольных разуму чувств и эмоций, реализованных в принципе концертирования, тяготении к скерцозности, токкате.
Творческое наследие Цытовича насчитывает более полусотни разножанровых сочинений, в том числе симфонических, камерно-инструментальных, вокальных, фортепианных и органных произведений, опубликованных в России и за рубежом (в США, Германии, Франции, Швейцарии, Польше и Южной Корее):3.

### для оркестра
- Симфоническая сюита по сказке П.Ершова «Конёк-Горбунок» (1956);
- Хореографические миниатюры «Подхалим» и «Прометей» (1958);
- Поэма «Комсомолия» для хора и оркестра (1959);
- Четыре симфонии:

Первая, для большого симфонического оркестра и смешанного хора на стихи В.Каменского (1969);
Вторая, 1974, для камерного оркестра (1974);
Третья, 1992, для большого симфонического оркестра (1992);
Четвёртая, симфония-монолог памяти П.Флоренского для камерного оркестра (1997);
- Симфониетта для большого оркестра (1957);
- Симфонические зарисовки «Похождения бравого солдата Швейка» для чтеца и симфонического оркестра по Я. Гашеку (1959)
- «Весенняя увертюра» (1961)
- Каприччио для большого симфонического оркестра (1975);

### для разных инструментов с оркестром
- Концерт для фортепиано с оркестром (1960);
- Концертино для фортепиано и камерного оркестра (1971);
- Концерт для альта с камерным оркестром (1965);
- Ария для сопрано и струнного оркестра (1978);
- Концерт для виолончели с оркестром (1981);
- Концерт для гитары и камерного оркестра (1993);
- Концерт для флейты, гобоя, струнного оркестра и ударных (1986);
- Дивертисмент для фагота и камерного оркестра (2003);
- Музыка для четырёх валторн и струнного оркестра (2011);

### камерные сочинения
- Пять романсов на стихи А.Блока для меццо-сопрано и фортепиано (1956);
- Сюита для двух фортепиано (1960);
- Три песни на стихи Н.Гильена для баритона и фортепиано (1961);
- Триптих для альта и фортепиано (1962);
- Десять прелюдий для фортепиано (1963);
- Шесть концертных пьес для фортепиано (1966);
- Диалог и скерцо для скрипки и фортепиано (1966);
- Пьеса для ударных инструментов (1973);
- Классическая мелодия для флейты и фортепиано (1975);
- «Дифирамб» для органа (1976);
- Прелюдия и хорал для органа (1979);
- Классическая сонатина для флейты и фортепиано (1980);
- Соната для скрипки и фортепиано (1980);
- Сонатина для фортепиано (1984);
- Интродукция и токката для гитары соло (1995);
- Соната для виолончели и фортепиано (1995);
- Соната в стиле необарокко для фортепиано (2001);

### музыка для детей
- «Приключения Чиполлино», двенадцать пьес по сказке Джанни Родари (1967);
- «Песенки Винни-Пуха» на стихи Б.Заходера (1968);
- Шесть детских пьес для двух гитар (обработка А. Пермякова) (1983);
- «Детский альбом» для фортепиано (пьесы разных лет).

## Музыковедческие работы
Статьи:
- Специфика тембрового мышления Б. Бартока в квартетах и оркестровых сочинениях // Вопросы теории и эстетики музыки. Вып.11. — Л.: Музыка, 1972. — С. 147—166.
- Некоторые аспекты тембровой драматургии // Современные вопросы музыкознания. — М.: Музыка, 1976. — С.207-237.
- Два этюда о Бартоке // Бела Барток. — М.: Музыка, 1977. — С.171-188.
- Размышления о роли мелодии в современной музыке // Критика и музыкознание. — Л.: Музыка, 1980. — С.54-61.
- Фонизм оркестровой вертикали Дебюсси // Дебюсси и музыка XX века. — Л.: Музыка, 1983. — С.64-90.
- Колористические черты оркестровой фактуры в музыке С. Прокофьева // Оркестровые стили в русской музыке / Сост. В. Цытович. — Л.: Музыка, 1987. — С. 95-105.
- С. И. Танеев // Русская симфоническая музыка XIX — начала XX в. Хрестоматия по истории оркестровых стилей. Т. 2. Глинка, Чайковский, Римский-Корсаков, Стравинский / Ред.-сост., авт. вступ. ст. и справ. разд. — Н. А. М. Мартынов. — СПб.: Ut, 2008. — 420 с.
- А. К. Глазунов // Русская симфоническая музыка XIX — начала XX в. Хрестоматия по истории оркестровых стилей. Т. 2. Глинка, Чайковский, Римский-Корсаков, Стравинский / Ред.-сост., авт. вступ. ст. и справ. разд. — Н. А. М. Мартынов. — СПб.: Ut, 2008. — 420 с.

Составление сборника:
- Оркестровые стили в русской музыке. — Л.: Музыка, 1987. — 205 с., нот.

Научная редактура:
- Русская симфоническая музыка XIX — начала XX в. Хрестоматия по истории оркестровых стилей. Т. 1. / Ред.-сост., авт. вступ. ст. и справ. разд. — Н. А. Мартынов. — СПб.: Ut, 2000. — 437 с.
- Русская симфоническая музыка XIX — начала XX в. Хрестоматия по истории оркестровых стилей. Т. 2. / Ред.-сост., авт. вступ. ст. и справ. разд. — Н. А. Мартынов. — СПб.: Ut, 2008. — 420 с.
- Также В. И. Цытович принимал участие в подготовке к публикации текста книги: Юрий Ханон «Скрябин как лицо»[13] — СПб.: «Лики России», 1995. — 680 с.